# Перон, Франсуа
Франсуа Перон (фр. François Péron; 1772—1810) — французский зоолог и путешественник.

## Биография
Он изучал медицину в Париже и получал стипендию, так как имел инвалидность (во время войны потерял правый глаз). Он провёл 3 года на медицинском факультете. Однако, из-за своего состояния здоровья и несчастной любви он прервал свою учёбу и отправился в экспедицию Николя Бодена к Южному морю. Перон сопровождал Николя Бодена (1754—1803) в 1801 году во время его экспедиции по измерению австралийского побережья. Вместе с Шарлем Александром Лесюёром (1778—1846) он занимался естественнонаучной работой экспедиции. Вместе они собрали более 100 000 зоологических образцов, в том числе 2500 неизвестных науке видов, внеся тем самым значительный вклад в исследование австралийской фауны и принеся успех экспедиции Бодена. Вернувшись во Францию, он начал работу вместе с Лесюёром над сочинением «Voyage de découvertes aux terres Australes», в котором ни одним словом не упомянул руководителя экспедиции Николя Бодена. Первый том был опубликован в 1807 году. Перон умер в 1810 году от туберкулёза, прежде чем был опубликован второй том.
14 октября 1805 года Перон стал членом-корреспондентом Института анатомии и отделения зоологии. Наряду с этим он работал над публикацией «Mémoire sur les éstablissements anglais à la Nouvelle Hollande».